# Sue Birtwistle
Susan "Sue" Elizabeth Birtwistle, född 9 december 1945 i  Northwich i Cheshire, är en brittisk TV-producent och manusförfattare.
Birtwistle har vunnit flera pris för sina produktioner, bland annat för Hotel du Lac, Stolthet och fördom och Emma. 
År 2008 utnämndes hon till hedersdoktor vid University of Chester. 
Sue Birtwistle är sedan 1973 gift med regissören Richard Eyre, paret har en dotter, född 1974.

## Filmografi i urval
- 1985 – Dutch Girls
- 1986 – Hotel du Lac
- 1995 – Stolthet och fördom (TV-serie)
- 1996 – Emma
- 1999 – Fruar och döttrar (TV-serie)
- 2007–2009 – Cranford (TV-serie)